# Бенгтссон, Пьер
Пьер Томас Робин Бенгтссон (швед. Pierre Thomas Robin Bengtsson; 12 апреля 1988, Кумла, Швеция) — шведский футболист, защитник. Выступал за сборную Швеции.

## Клубная карьера
Пьер Бенгтссон начал свою футбольную карьеру выступлениями за АИК, где он дебютировал в августе 2006 года, против клуба «Эстерс ИФ». После трёх с половиной сезонов в AИК, 10 сентября 2009 года Бенгтссон присоединился к датскому «Норшелланн». Его дебют за новый клуб состоялся в Кубке Дании против «Ольборга» 23 сентября 2009 года. С 1 ноября 2009 года, Бенгтссон завоевал место в основном составе «Норшеллана» на позиции защитника. Своими выступлениями за клуб Бенгтссон заинтересовал «Копенгаген», и летом 2010 года Бенгтссон переехал в Копенгаген.
23 ноября 2014 года «Майнц 05» объявил о переходе Бенгтссона по свободному трансферу 1 января 2015 года. Игрок подписал 3,5-летний контракт с клубом.

## Международная карьера
Бенгтссон был включён в состав сборной Швеции на чемпионат Европы 2020 на замену травмированному Мартину Ульссону.

## Достижения
Норшелланн
- Обладатель Кубка Дании: 2009/10

Копенгаген
- Чемпион Дании: 2010/11, 2012/13, 2018/19
- Обладатель Кубка Дании: 2011/12